# Munikan
Der Munikan (russisch Муникан) ist ein 162 km langer rechter Nebenfluss des Konin in der Region Chabarowsk im Fernen Osten Russland.

## Flusslauf
Der Munikan verläuft im Rajon Tuguro-Tschumikanski. Der Munikan entspringt auf einer Höhe von etwa 1800 m im Jam-Alin. Er fließt in überwiegend östlicher Richtung durch das Gebirge. Auf den letzten 40 km wendet sich der Munikan in Richtung Süden. Er erreicht die vom Konin durchflossene Niederung. Schließlich mündet der Munikan in den Konin, 34 km oberhalb dessen Vereinigung mit dem Assyni zum Tugur. Das Einzugsgebiet des Munikan umfasst 2320 km². 